# Zale phoeoleuca
Zale phoeoleuca là một loài bướm đêm trong họ Erebidae.